# Alex Cintrón
Alexander Cintrón (n. Humacao, Puerto Rico, 17 de diciembre de 1978) es un exjugador de béisbol puertorriqueño. Jugaba de shortstop jugó con Orioles de Baltimore de las Grandes Ligas de Béisbol.
Fue elegido por los Arizona Diamondbacks en 37ª posición en el draft de 1997. Debutó en este equipo en las Grandes Ligas el 24 de julio de 2001. Cintrón ganó un anillo de campeón de la Serie Mundial ese mismo año, tomando dos turnos al bate en la postemporada. 
El 8 de marzo de 2006, Cintrón pasó a jugar con los Chicago White Sox, siendo intercambiado por Jeff Bajenaru. Sin embargo, el equipo de Chicago prescindió de sus servicios el 29 de noviembre de 2007 y pasó a jugar en una liga menor. El 18 de febrero de 2008 fue invitado para la pretemporada (spring training) por los Chicago Cubs. Fue despedido el 26 de marzo de 2008. El 31 de marzo, Andy MacPhail, mánager general de los Orioles, anunció que Cintrón había llegado a un acuerdo para jugar en una liga menor con los Norfolk Tides. El 11 de mayo fue contratado por los Orioles y se incorporó a la plantilla.
Más conocido como Alex Cintron, en el 2012 se retira de los campos jugando su última temporada como tercera base de los Diablos Rojos de México. 
Actualmente se desempeña como entrenador de bateo de los Astros de Houston líder divisional de la campaña 2022, y principal contendiente a ganar la serie mundial del mismo año. 
- Datos: Q4716833
- Multimedia: Alex Cintrón / Q4716833